# Oulad Boussaken
Oulad Boussaken (franska: Oulad Boussaken (CR), Oulad Boussaken (Commune Rurale), arabiska: أولاد عمران) är en kommun i Marocko.   Den ligger i provinsen Sidi Bennour och regionen Casablanca-Settat, 200 km sydväst om huvudstaden Rabat. Antalet invånare är 7 641.